# Aalborg Boldspilklub
Aalborg Boldspilklub, je dánský sportovní klub, působící ve městě Aalborg v Jutsku. Jeho hlavní část tvoří oddíl kopané, který datuje své začátky (ještě jako amatérský tým) již do roku 1902. Fotbalisté působí v nejvyšší dánské lize – Superligaen.
Zkrácený název klubu je AaB, ale používají se též zkratky/názvy ABK, AB Aalborg nebo Aalborg BK.

## Úspěchy
- 4× vítěz 1. dánské ligy – 1994/95, 1998/99, 2007/08, 2013/14
- 3× vítěz dánského fotbalového poháru – 1966, 1970, 2014[1]

## Nejlepší hráči v historii klubu
- Henning Munk Jensen
- Torben Boye
- Ib Simonsen
- Jes Høgh
- Erik Bo Andersen
- Jesper Grønkjær
- Søren Frederiksen
- Ståle Solbakken
- Brian Priske
- Rasmus Wurtz
- Marek Saganowski

## Nejlepší trenéři v historii klubu
- Poul Erik Andreasen
- Sepp Piontek
- Hans Backe